# Pièce de 10 francs François Rude
Pour les articles homonymes, voir 10 francs.
La Dix francs François Rude est une pièce de monnaie de dix francs français émise en 1984 pour commémorer le bicentenaire de la naissance du sculpteur.
Dessinée par le graveur Jean-Pierre Gendis, la pièce représente à son avers le portrait de François Rude sexagénaire en tenue de sculpteur ainsi que sa signature et à son revers un détail de son œuvre majeure, Le Départ des volontaires de 1792, haut-relief datant de 1833 ornant l'une des faces de l'arc de triomphe de l'Étoile à Paris.
Dérivée du type Mathieu, cette monnaie utilise les mêmes flans en cuivre 920, nickel 60 et aluminium 20 avec une tolérance de +/- 10 millièmes et présente les mêmes caractéristiques physiques avec un diamètre de 26 mm et une épaisseur de 2,5 mm pour une masse de 10 grammes avec une tolérance de +/- 50 millièmes.

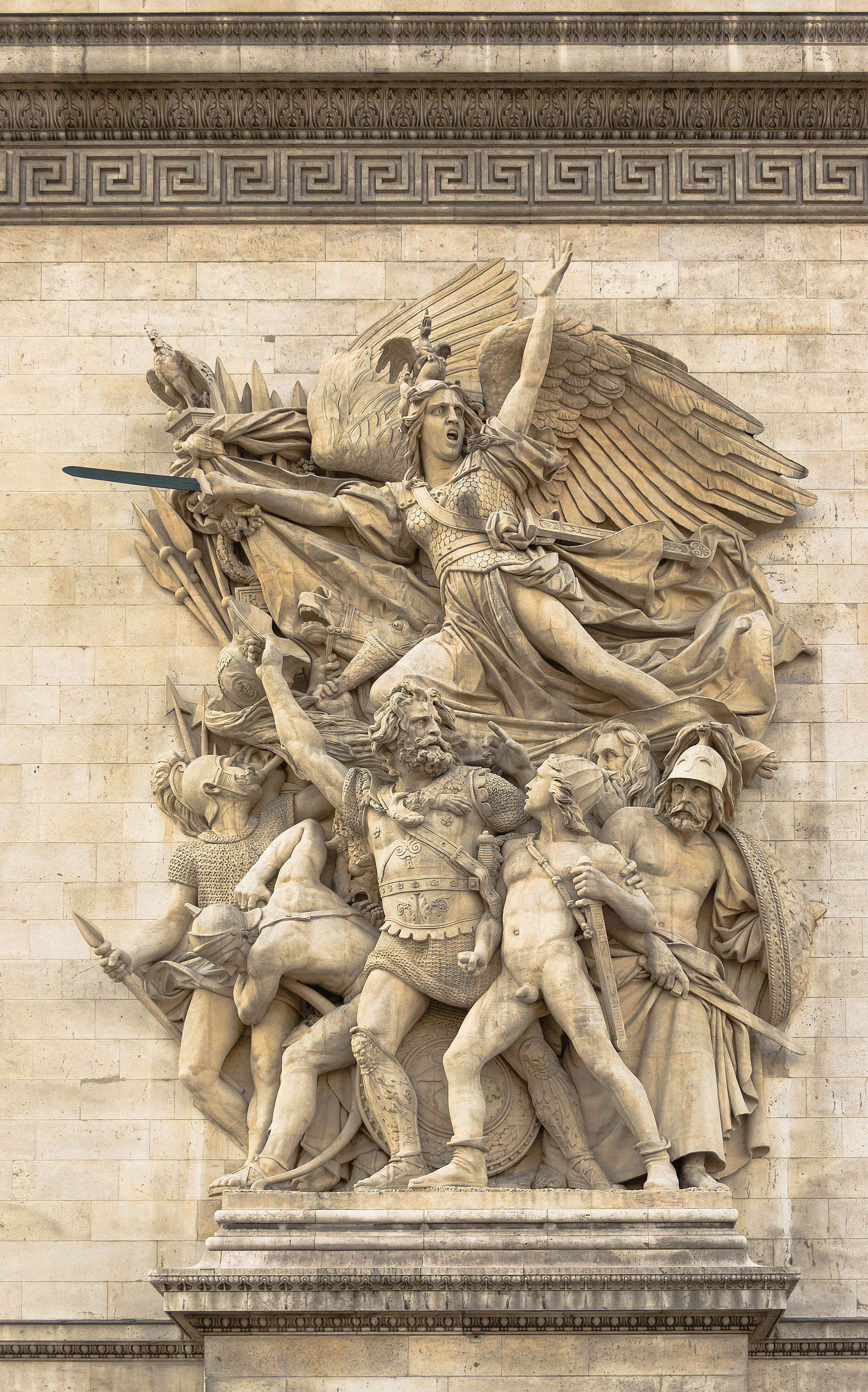
La sculpture originale Le Départ des volontaires de 1792 dont un détail est représenté sur le revers de la pièce.

## Frappes
Comme pour la pièce courante du type Mathieu il existe deux variantes pour la tranche : tranche A (texte lisible avers vers le haut) et tranche B (texte lisible revers vers le haut)

10 F Mathieu avec tranche A
10 F Mathieu avec tranche B

| millésime | numéro catalogue | tranche | tirage     | remarques |
| --------- | ---------------- | ------- | ---------- | --------- |
| 1984      | F.369/1          | A       | 4 000      | essai     |
| 1984      | F.369/2          | B       | 4 000      | essai     |
| 1984      | F.369/3          | A       | 10 001 847 |           |
| 1984      | F.369/4          | B       | 10 001 847 |           |

## Sources
- Arrêté du 16 août 1984 fixant les caractéristiques et le type d'une pièce commémorative de 10 F, JORF no 197 du 24 août 1984, p. 2715-2716, sur Légifrance
- Compagnie Générale de Bourse